# Косово поле (община)
Вижте пояснителната страница за други значения на Косово поле.
Косово поле е община в Косово. Има площ от 83,8 км2, а населението е 38 960 души, по приблизителна оценка за 2019 г.
Административен център на общината е град Косово поле.